# Distrikt Chacabamba
Der Distrikt Chacabamba liegt in der Provinz Yarowilca in der Region Huánuco in Westzentral-Peru. Der Distrikt wurde am 6. September 1920 gegründet. Er besitzt eine Fläche von 16,4 km². Beim Zensus 2017 wurden 1164 Einwohner gezählt. Im Jahr 1993 lag die Einwohnerzahl bei 2102, im Jahr 2007 bei 3007. Sitz der Distriktverwaltung ist die etwa 3200 m hoch gelegene Ortschaft Chacabamba mit 246 Einwohnern (Stand 2017). Chacabamba befindet sich etwa 4,5 km südlich der Provinzhauptstadt Chavinillo.

## Geographische Lage
Der Distrikt Chacabamba befindet sich in den Anden am Westufer des nach Norden fließenden Río Marañón im Süden der Provinz Yarowilca.
Der Distrikt Chacabamba grenzt im Süden und im Westen an den Distrikt Rondos (Provinz Lauricocha), im Norden an den Distrikt Cáhuac sowie im Osten an den Distrikt Choras.

## Ortschaften
Im Distrikt gibt es neben dem Hauptort folgende größere Ortschaften:
- Shulluyaco